# Antiphilos (Architekt)
Antiphilos (altgriechisch Ἀντίφιλος, latinisiert Antiphilus) war ein griechischer Architekt, der in der spätarchaischen oder frühklassischen Zeit im Zeusheiligtum in Olympia tätig war.
Antiphilos erbaute nach Angaben des Pausanias gemeinsam mit den Architekten Pothaios und Megakles das Schatzhaus der Syrakusaner. Wegen der darin aufbewahrten drei karthagischen Leinenpanzer, die der Tyrann von Syrakus Gelon nach der Schlacht bei Himera 480 v. Chr. als Weihegeschenke dorthin verbrachte, wird das Bauwerk von Pausanias irreführend als „Schatzhaus der Karthager“ bezeichnet. Die Architekten führten das Gebäude wahrscheinlich vom Entwurf bis zum Ende der Bautätigkeit entweder gemeinsam oder nacheinander in eigener Verantwortung aus.
Vom Gebäude sind nur das Fundament sowie Reste einzelner Bauteile erhalten geblieben. Rekonstruktionen des früheren Aussehens ergaben, dass es sich um einen kleinen Antentempel mit zwei Frontsäulen in dorischer Säulenordnung handelte. Es hatte ein „sizilisches Dach“ ohne Skulpturen in den Giebelfeldern und einen um das ganze Gebäude laufenden Fries. Über dem Fries folgte ein Geison mit bei dorischen Tempeln üblichen Mutuli an der Unterseite. Es wird daher davon ausgegangen, dass das Schatzhaus im ersten Viertel des 5. Jahrhunderts v. Chr. von Gelon gestiftet wurde. Ältere Datierungsversuche, nach denen die Errichtung des Gebäudes ins 6. Jahrhundert v. Chr.anzusiedeln ist, gelten als hinfällig.